# T-84
El T-84 es el más reciente desarrollo ucraniano en carros de combate modernos consistente en un derivado del T-80UD con motor diésel de construcción local: construido desde 1994, entró en servicio en las Fuerzas Armadas de Ucrania en 1999. Su motor de alto rendimiento lo convierte en uno de los más rápidos CCP's existentes en el mundo, con una potencia-peso de alrededor de 26 caballos de fuerza por tonelada (19 kW / t). Hasta el momento existen dos versiones del T-84: el T-84 Oplot es una versión avanzada que incorpora un nuevo diseño de torreta, un motor de 1200 hp, nueva generación de  blindaje reactivo  entre otras mejoras, entró en servicio en el 2001 y el T-84-120 Yatagan es un prototipo destinado a la exportación, monta un nuevo cañón de 120 mm capaz de disparar munición estándar de la OTAN y misiles guiados.

## Historia de producción

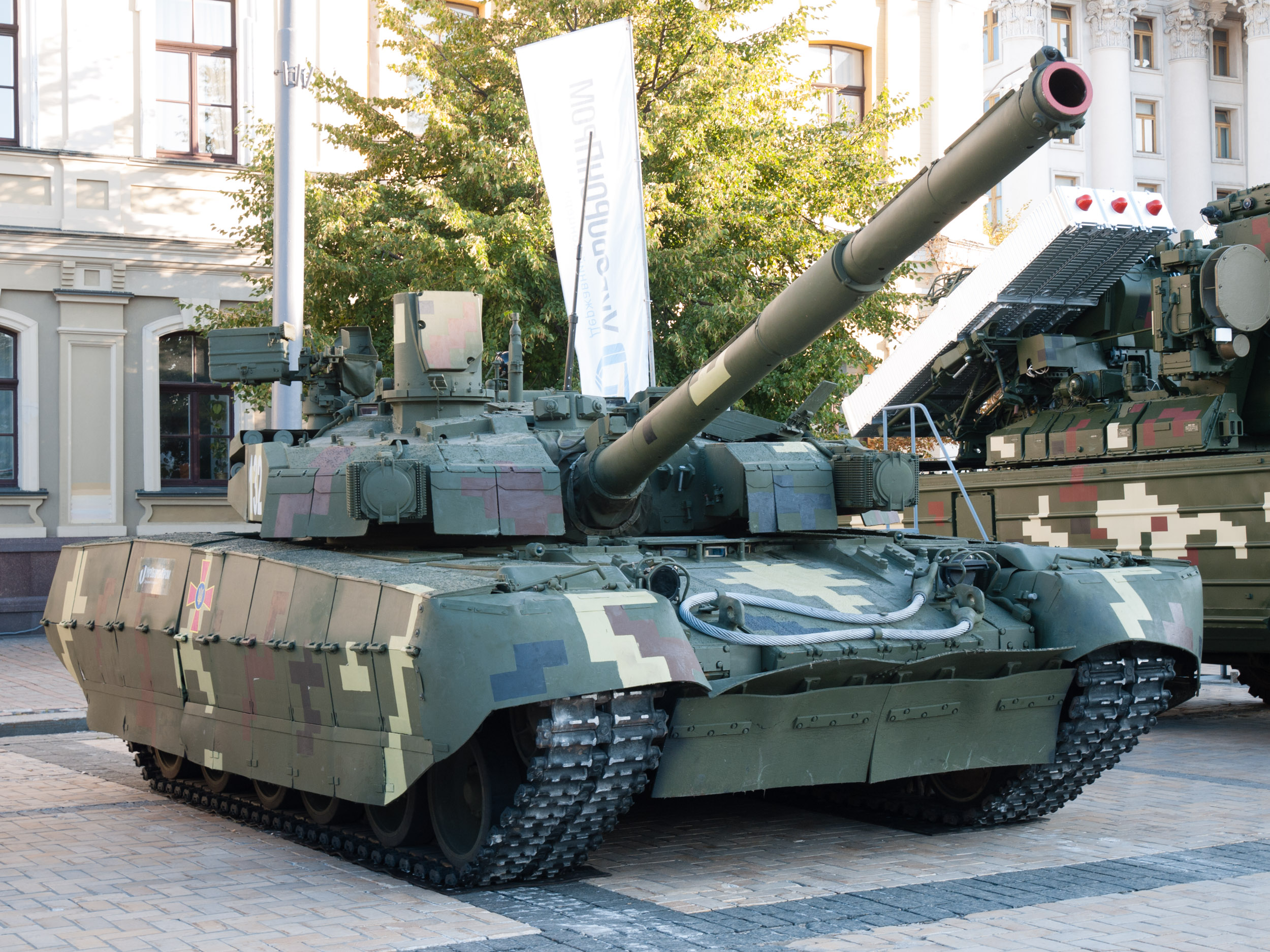
Un tanque de batalla principal T-84 Oplot-M, Kiev, Ucrania, 2018.

El desarrollo del T-84 comenzó finalizando la década de los 80 coincidiendo con los sucesos que luego harían disolver la Unión Soviética, debido a la lenta pero progresiva degradación de las relaciones diplomáticas entre Rusia y Ucrania se aceleró el desarrollo del tanque cuyo prototipo fue presentado en 1994, la empresa encargada de su diseño fue KMDB en Járkov y fue puesto en servicio en 1999. La característica más notable de este tanque es su elevada relación potencia-peso 26 hp por tonelada (comparado con los 22 hp por tonelada del T-90S de Rusia que se puede decir es su rival de exportación) haciéndolo unos de los MBT's más rápidos del mundo. El tanque está diseñado para operar en climas extremos e incluye un sistema de aire acondicionado para la tripulación (según KMDB su alcance de operativo es -40 °C hasta 55 °C).
Tal desarrollo estuvo motivado por la necesidad de independizar su industria bélica respecto a la de Rusia. Un ejemplo de ello ocurrió en agosto de 1996, cuando Pakistán decidió adquirir 320 T-80UD de Ucrania (de sus arsenales) por un valor de 580 millones de dólares. Tras el envío de 15 unidades en febrero de 1997, Rusia protestó por la venta de los tanques argumentando que su construcción fue hecha con algunos componentes de origen ruso (cuando aún existía la Unión Soviética) y por lo tanto no se podía vender. Ucrania envió otras 20 unidades más hasta mayo de 1997 y se vio obligada a construir los 285 tanques restantes, que fueron enviados bajo denominación Ob'yekt 478BEh de similares características al T-84 aunque otras fuentes informan que son T-80U.
Debido al colapso de la Unión Soviética, la fábrica Malishev no fue capaz de obtener módulos de blindaje cerámico de Rusia y sólo la primera serie del T-84 fue producida con ellos, los modelos posteriores del blindaje compuesto del T-84 están hechos de caucho intercalado entre las láminas de aleación de acero.
La exclusión de los módulos de cerámica supone un blindaje inferior no solo en comparación con los tanques actuales, sino también con los antiguos modelos de T-80.

## Modelos y variantes del T-84

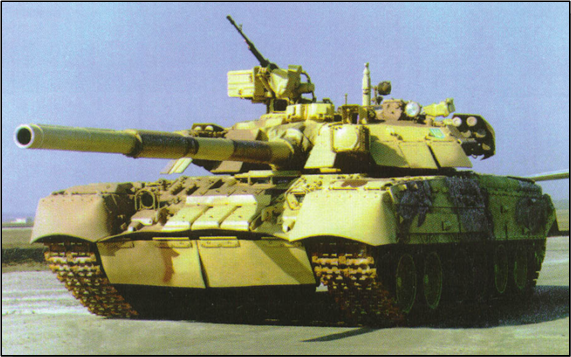
Uno de los primeros modelos de tanques T-84, cuya apariencia es casi idéntica a la del T-80UD. Las versiones posteriores tienen una armadura reactiva integrada más suavemente con el casco.

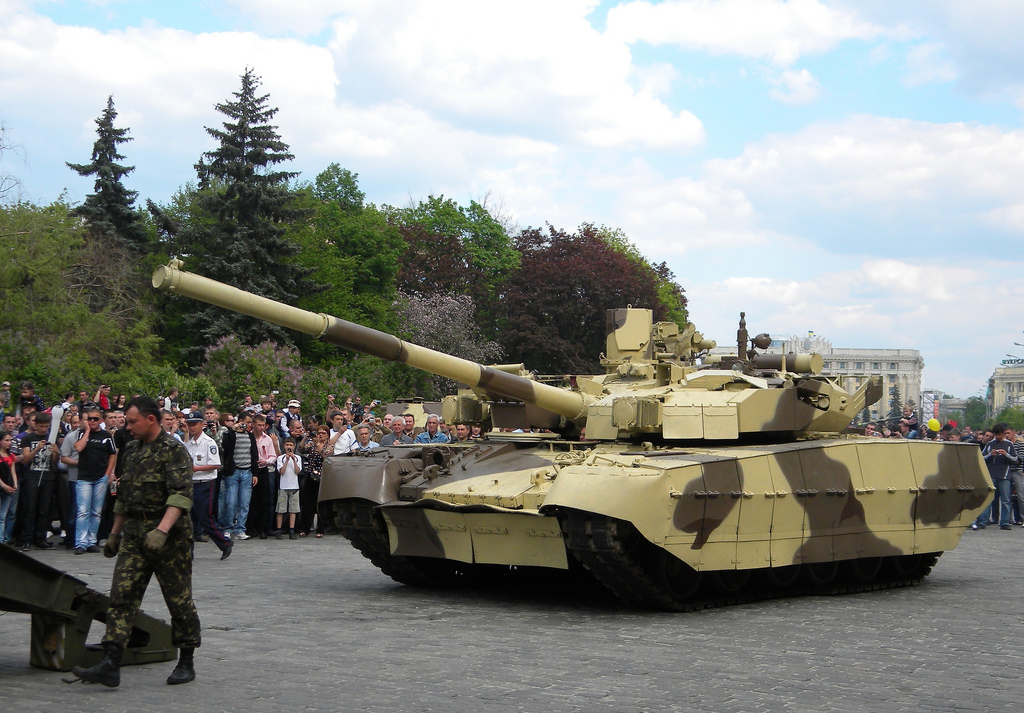
Un BM Oplot guiado hacia un transportador de tanques.

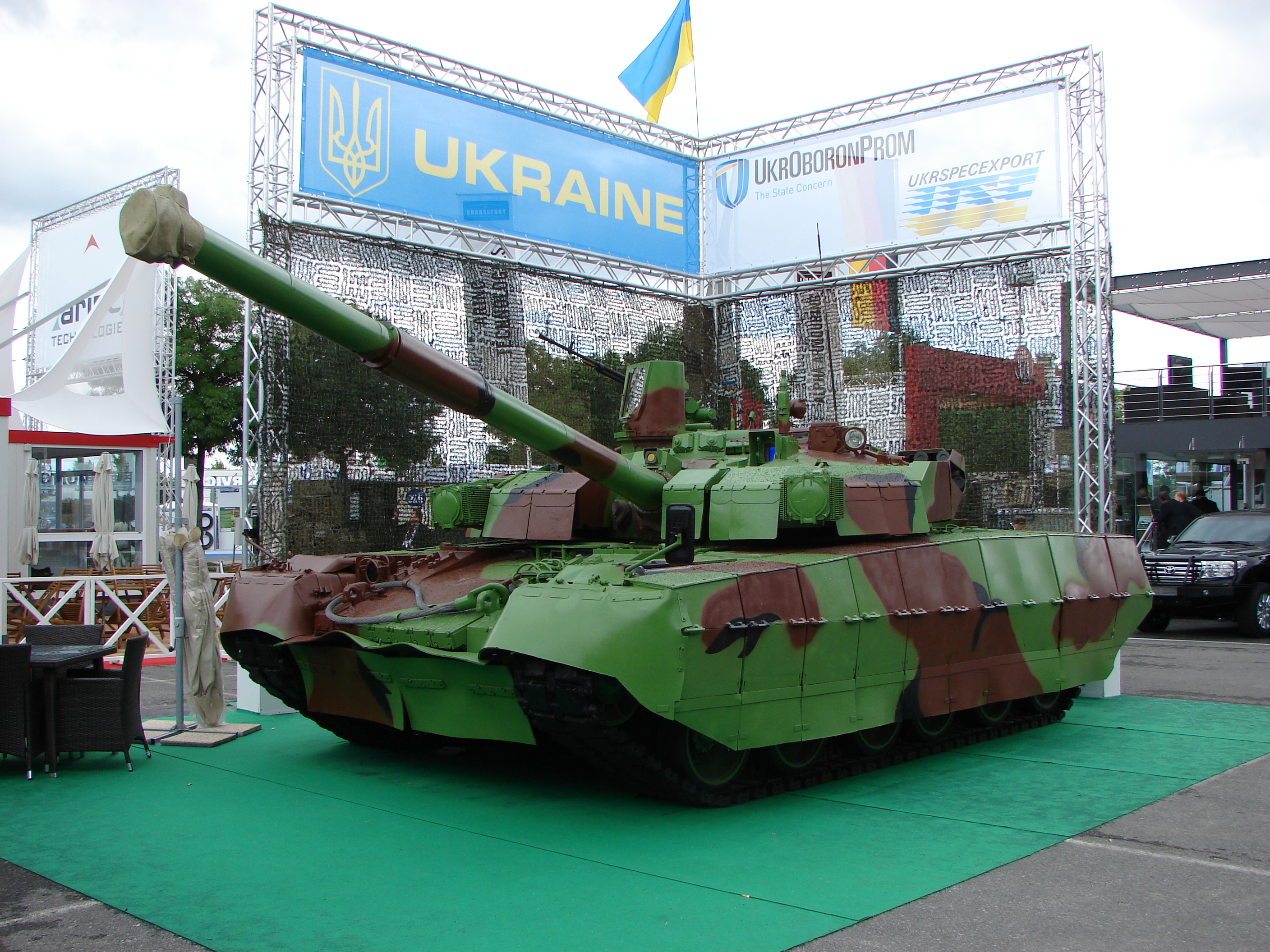
Un BM Oplot en Eurosatory 2012.

### Modelos
- T-84: derivado avanzado del T-80UD con varias mejoras entre ellas un sistema de contramedidas de protección Shtora-1 (o Varta de similar función, producto ucraniano), nuevo motor diésel 6TD-2 de 1200 caballos (895 kW).
- T-84U: adición del NOZH (producto ucraniano) que es una mejora en armadura reactiva (similar al Relikt ruso), sistema de visión termal, unidad de energía auxiliar, etc.
- T-84U Oplot: nuevo diseño de torreta pero conserva el cañón de 125mm, en servicio en pequeñas cantidades para las Fuerzas Armadas de Ucrania.
- T-84-120 Yatahan: prototipo para exportación fue puesto en prueba por el ejército de Turquía, monta un nuevo cañón de 120 mm compatible con munición de la OTAN y capaz de disparar misiles antitanque, nuevo diseño de torreta con el depósito de munición separado similar a los tanques occidentales.
- T-84BM Oplot-M: prototipo derivado del T-84U Oplot, monta un cañón Rheinmetall L-55 de 120 mm estándar OTAN, además de varias mejoras en protección y electrónica.
- T-84BM Oplot-T: modificación especial para las fuerzas armadas tailandesas. Se diferencia del T-84BM Oplot al instalar aire acondicionado en la torre del tanque para enfriar el aire en el tanque durante el combate en condiciones tropicales.

### Variantes
- BREM-84: vehículo de recuperación y reparación.
- BMU-84: vehículo posapuente.
- BTMP-84: vehículo de combate de infantería con mayor blindaje.

## Historia operativa
Se sabe de algunas unidades capturadas, como de otras que han sido desplegadas tanto por el ejército como por las milicias rebeldes prorrusas en el marco de la Invasión rusa en el este de Ucrania librada actualmente en el este de Ucrania.[cita requerida]

## Usuarios

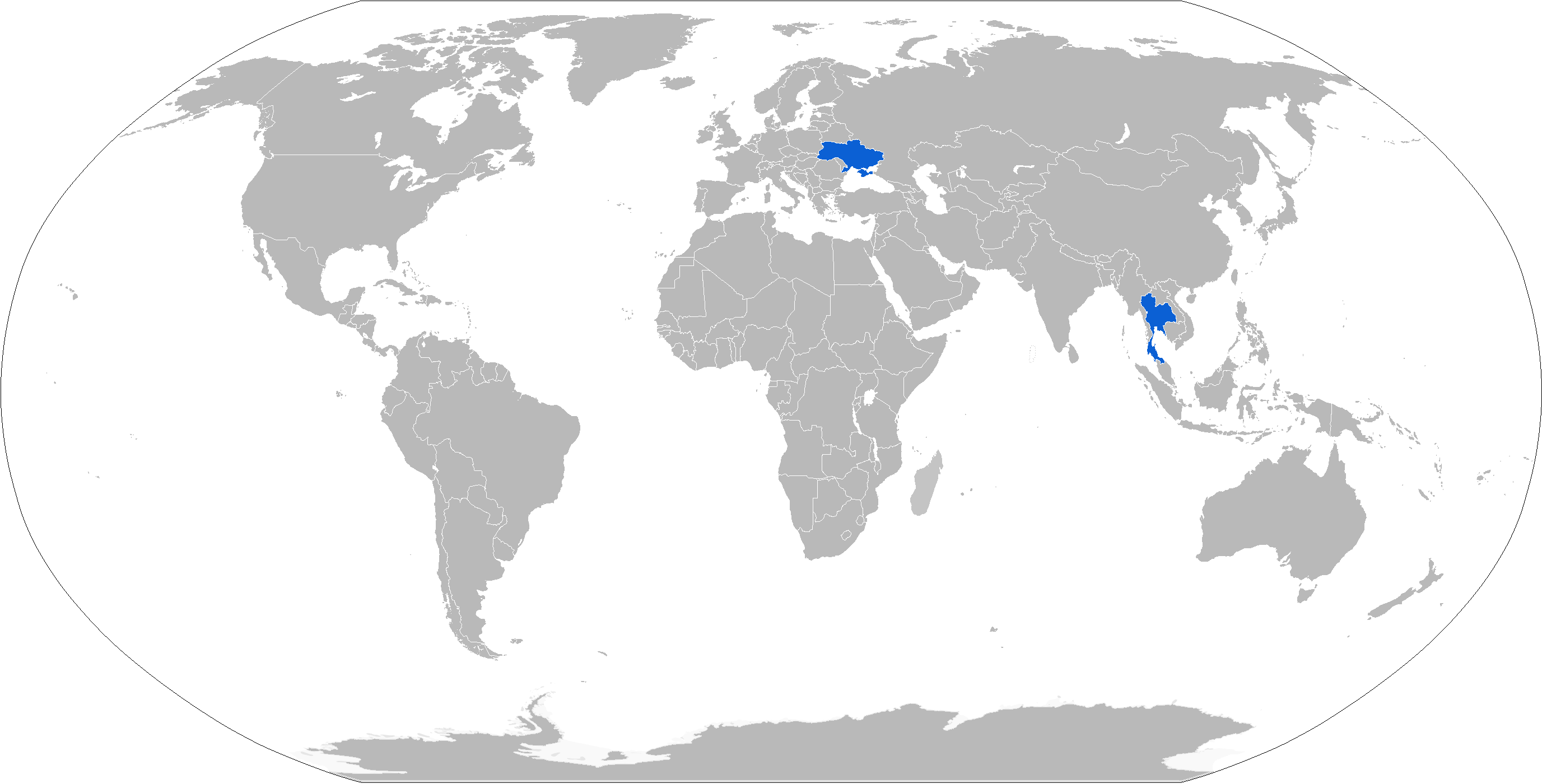
Un mapa con los operadores de T-84 en azul.

### Actuales
- Ucrania

En servicio desde el 2001 el T-84 Oplot, 4 unidades recibidas en el 2001, más 4 adicionales en el 2002, número de unidades en servicio: 10 carros en total.
- Estados Unidos

1 unidad, para análisis de tecnologías.
- Georgia

12 unidades del T-84U "Oplot", en pruebas.

### Posibles
- Perú

En el año 2009, el ejército peruano dispuso de la variante BM Oplot para pruebas únicamente, pero el gobierno de turno (el del señor Alan Garcia) posteriormente decidió el adquirir algunos ejemplares de prueba del modelo chino MBT-2000 a finales del año 2010, cuyo proceso fue posteriormente cancelado por su sucesor, el señor Ollanta Humala, quien decide ante las menores características operativas del tanque chino cancela la adquisición en el año 2012 y decide buscar otras alternativas de mejor valía en el mercado de armamentos. En el mes de mayo de 2013, posteriormente, en el mismo proceso de adquisición, quedan como únicos candidatos en dicha competencia los carros de combate T-84, junto a los modelos de pruebas que otros proveedores han suministrado al gobierno del Perú. Al T-84 se le ha sometido a pruebas junto al T-90S ruso, el M1A1 Abrams estadounidense, el Leopard 2, en sus versiones 2A4 y A6 alemanes, y al vetusto T-64 a su vez también ofrecido en una variante modificada (el BM Bulat) por el gobierno de Ucrania. Al mes de septiembre del 2013, tan sólo el T-84, el T-90S y ahora el T-80 rusos, junto al M1A1 Abrams se mantienen en la competición.

### Frustrados
- Azerbaiyán

En enero de 2011 Azerbaiyán se interesó en la versión Oplot del carro de combate en cuestión y el Ministerio de Defensa de Ucrania sostuvo negociaciones sobre el citado carro de combate, incluso aduciendo la posibilidad de conceder un crédito para su adquisición, aunque finalmente, el gobierno azerbayano se hubiere decantado por el T-90S ruso, la compra de los citados no ha sido negada y/o confirmada por el gobierno azerí.
- Bangladés

En el año 2007 el alto mando del ejército bangladesí inició las negociaciones para una partida de al menos 76 T-84 en la variante Yatagán. El alto mando intentaba con ello incluir una sustancial cantidad de carros de la variante Yatagán (entre 200 a 300 aproximadamente) en sus fuerzas armadas como parte de un intento en su programa de modernización para obtener carros de combate de tercera generación en el próximo decenio. Supuestamente, se decidió adquirir 44 MBT-2000S de origen chino,pero aún se sabe de la llegada de un número impreciso del T-84 a tierras bangladesíes ya que el destino del contrato no ha sido aclarado aún por parte del gobierno de Bangladés.
- Tailandia

28 Oplot operativos entregados hasta el momento, en marzo de 2011, El alto mando del Real Ejército Tailandés ordenó al menos 200 T-84 Oplot para reemplazar a sus ya vetustos M41A3 en servicio. Se ha estimado que más de 200 unidades podrían ser adquiridas, en el momento de la adquisición y tras largas negociaciones se han comenzado a despachar con un precio menor al del mercado real. Pero, ante la inoperancia en la entrega de las restantes 160 unidades pactadas, el alto mando militar tailandés ha cancelado el contrato, y ha elegido a su competidor chino, el VT-4, de  Norinco como su nuevo CCP.

### Desarrollos relacionados
- T-80
- // T-80UM2
- BREM-84 Atlet

### Vehículos similares
- Leopard 2A7+
- / Leopardo 2E
- Tipo 98G
- M1 Abrams A2
- P'ookpong Ho (M-2002)
- K2 Black Panther
- C1 Ariete
- Arjun
/ T-90 "Bhishma"
- Zulfiqar 3
- Tipo 90
  Tipo 10
- /  Al-Khalid
/  Al-Zarrar
- Challenger 2 LIP
- T-80UM2
  T-90 
  T-90AM
- M-84AS (M-2001)
- MİTÜP Altay

### Listas relacionadas
- Anexo:Tanques de combate principal por generación